# Dichagyris melanurina
Dichagyris melanurina är en fjärilsart som beskrevs av Otto Staudinger 1901. Dichagyris melanurina ingår i släktet Dichagyris och familjen nattflyn. Inga underarter finns listade i Catalogue of Life.